# نووتاولاروو
نووتاولاروو (انگلیسی: Novotavlarovo) یک شهرک در شهرستان بوزدیاکسکی باشقیرستان کشور روسیه است.